# Jason Steele
Jason Sean Steele (ur. 18 sierpnia 1990 w Newton Aycliffe) – angielski piłkarz występujący na pozycji bramkarza w angielskim klubie Brighton & Hove Albion.

## Kariera klubowa
Steele jest wychowankiem piłkarskiej akademii Middlesbrough. W maju 2009 roku Steele podpisał z klubem nowy, trzyletni kontrakt. 10 sierpnia 2010 roku Steele rozegrał pełne 90 minut w wygranym 2:1 spotkaniu z Chesterfield rozgrywanym w ramach Pucharu Ligi Angielskiej. Podczas swojego ligowego debiutu w wyjazdowym meczu przeciwko Leicester City Steele zachował czyste konto, dzięki czemu jego klub bezbramkowo zremisował. 1 września 2014 został wypożyczony do Blackburn Rovers.

## Kariera reprezentacyjna
Steele był powoływany do młodzieżowych reprezentacji Anglii do lat 16, do lat 17 i do lat 19, obecnie zaś występuje w kadrze do lat 21. Po raz pierwszy do reprezentacji U-19 został powołany we wrześniu 2007 roku, miesiąc pod swoich 17. urodzinach. W lipcu 2009 roku Steele został wybrany podstawowym bramkarzem kadry U-19 podczas młodzieżowych Mistrzostw Europy rozgrywanych na Ukrainie. Podczas tego turnieju, w spotkaniu z gospodarzami Steele wyszedł na boisko jako kapitan zespołu.